# District judiciaire fédéral des États-Unis
Voir également Cour de district des États-Unis

Carte des limites géographiques des diverses cours d'appel des États-Unis et des cours de district des États-Unis.

Les districts judiciaires fédéraux constituent le découpage de base du système judiciaire fédéral. Le Congrès a divisé le territoire des États-Unis en 94 districts judiciaires fédéraux.

## Répartition
Il existe au moins un district dans chaque État, ainsi que dans le district de Columbia et à Porto Rico. Les tribunaux des autres régions insulaires sont des tribunaux territoriaux au sens de l'article I de la Constitution, et non des tribunaux de district des États-Unis, bien qu'ils aient une compétence similaire.
Seuls deux districts ont juridiction sur des zones situées en dehors de l'État dans lequel siège le tribunal :
- le district de Wyoming comprend l’ensemble du parc national de Yellowstone, y compris les zones du parc situées au Montana et dans l'Idaho ;
- le district d’Hawaï couvre également l’île Midway, l’île Palmyra et un certain nombre d’autres possessions insulaires inhabitées du Pacifique.

Chaque district a son propre tribunal de district (auquel est associé un tribunal de faillite), comprenant des juges, des greffiers et d'autres membres du personnel, tous employés par la branche judiciaire du gouvernement et supervisés par l'office administratif des cours fédérales à Washington. Un procureur des États-Unis agit dans chaque district en tant qu'avocat du gouvernement fédéral, poursuivant à la fois les affaires pénales fédérales et défendant le gouvernement (et ses employés) dans des poursuites engagées contre eux au civil. Le procureur relève du ministère de la Justice qui fait partie du pouvoir exécutif. Il existe également un défenseur public fédéral qui représente les personnes inculpées de crimes fédéraux et qui n'ont pas les moyens d'engager leurs propres avocats. Chaque district a également un bureau de marshals au service du système judiciaire fédéral. 